# 우영 (전한)
우영(于永, ? ~ 기원전 20년)은 전한 후기의 관료로, 동해군 담현(郯縣) 사람이다. 승상 우정국의 아들로, 서평후(西平侯) 작위를 이어받았다.

## 생애
젊을 때는 술을 좋아하여 잘못을 많이 저질렀으나, 서른 살에 몸가짐을 바르게 하여 우정국의 임자로 시중중랑장(侍中中郞將)·장수교위를 역임하였다. 우정국이 죽었을 때 복상을 예법에 맞게 하여 효행으로 명성을 떨쳤고, 이로써 산기상시(散騎常侍)·광록훈·어사대부를 지냈다. 선제의 맏딸 관도공주와 혼인하였고, 행실이 발라 항상 높이 평가받았다.
성제는 우영을 승상으로 기용하려 하였으나, 우영은 세상을 떠났다. 시호를 경(頃)이라 하였고, 작위는 아들 우염이 이었다.

## 출전
- 반고, 《한서》
  - 권18 외척은택후표
  - 권19하 백관공경표 下
  - 권71 준소우설평팽전

| 전임 광형 | 전한의 광록훈 기원전 37년 ~ 기원전 22년 | 후임 왕장 |

| 전임 왕음 | 전한의 어사대부 기원전 22년 11월 정묘일 ~ 기원전 20년 윤월 임술일 | 후임 설선 |

| 선대 아버지 서평안후 우정국 | 전한의 서평후 기원전 39년 ~ 기원전 20년 윤월 임술일 | 후대 아들 우염 |